# مرا ببخش
مرا ببخش (به انگلیسی: Forgive Me) دومین آلبوم استودیویی از خواننده مسلمان سوئدی ماهر زین است. این آلبوم در تاریخ ۱ آوریل ۲۰۱۲ توسط آواکنینگ با ۱۴ قطعه اصلی و ۳ قطعه به زبان عربی منتشر شد. ماهر زین در این آلبوم سه قطعه که با را موزیک ویدئو همراه است منتشر کرده است که این سه موزیک ویدئو عبارتند از: "آزادی (Freedom)"، "شماره برای من (Number One For Me)"، "به زودی (So Soon)"

## مشخصات آلبوم
نسخه اصل این آلبوم دارای ۱۴ قطعه اصلی و ۳ قطعه به زبان عربی می‌باشد.
I Love You So
- خواننده: ماهر زین
- طول قطعه: ۴:۳۵

Number One For Me
- خواننده: ماهر زین
- طول قطعه: ۴:۱۹

Mawlaya
- خواننده: ماهر زین
- طول قطعه: ۴:۵۲

My Little Girl
- خواننده: ماهر زین و آیه زین
- طول قطعه: ۴:۳۳

Forgive Me
- خواننده: ماهر زین
- طول قطعه: ۳:۵۲

One Big Family
- خواننده: ماهر زین
- طول قطعه: ۴:۰۶

Assalamu Alayka
- خواننده: ماهر زین
- طول قطعه: ۴:۱۳

Paradise
- خواننده: ماهر زین
- طول قطعه: ۴:۰۶

Masha Allah
- خواننده: ماهر زین
- طول قطعه: ۳:۵۹

Radhitu Billahi Rabba
- خواننده: ماهر زین
- طول قطعه: ۴:۵۶

Freedom
- خواننده: ماهر زین
- طول قطعه: ۳:۴۲

So Soon
- خواننده: ماهر زین
- طول قطعه: ۵:۰۹

Muhammad (Pbuh)
- خواننده: ماهر زین
- طول قطعه: ۴:۳۷

Guide Me All The Way
- خواننده: ماهر زین
- طول قطعه: ۴:۵۳

Mawlaya (Arabic Version - Bonus Track)
- خواننده: ماهر زین
- طول قطعه: ۴:۱۴

Assalamu Alayka (Arabic Version - Bonus Track)
- خواننده: ماهر زین
- طول قطعه:

Radhitu Billahi Rabba (Arabic Version - Bonus Track)
- خواننده: ماهر زین
- طول قطعه: ۴:۵۹